# Pan Guang

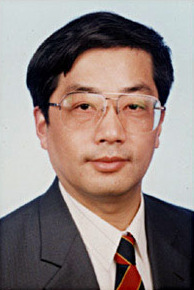
Pan Guang

Pan Guang (chinesisch 潘光, Pinyin Pān Guāng; * 7. Juni 1947 in Shanghai, China) ist ein chinesischer Politikwissenschaftler und Historiker.

## Leben
Pan Guang wuchs in Hainan, im Süden der Volksrepublik China, auf. Er studierte an der Chinesischen Volksuniversität in Peking und an der Ostchina-Universität in Shanghai. Er machte den Bachelor in Politikwissenschaften und den Master sowie den Doktor in Geschichte.
Beruf und Lehrtätigkeit:
- Vorsitzender des Zentrum für Jüdische Studien Shanghai
- Direktor der SCO Shanghai Cooperation Organization Studies Center in Shanghai
- Stellvertretender Vorsitzender der Chinese Society of Middle East Studies
- Direktor und Professor des Shanghai Center for International Studies and Institute of European & Asian Studies an der Akademie der Sozialwissenschaften Shanghai

Pan Guang ist Mitglied des International Council of Asia Society in den USA, Senior Advisor des China-Eurasia Forum in den USA, Advisory Board Member of Asia Europe Journal in Singapur und Senior Advisor in Anti-Terror-Angelegenheiten des Bürgermeisters von Shanghai. 2005 wurde er vom UN-Generalsekretär Kofi Annan als Mitglied der High-Level Group for the Alliance of Civilizations nominiert.

## Veröffentlichungen
- The Jews in China
- Open Door Policy in Asia, Africa and Latin America
- Selected Works on Arab African History
- US War on Iraq (2003)
- From Silk Road to ASEM: 2000 years of Asia-Europe Relations
- China--Central Asia--Russia Relations
- SCO and China’s Role in the War on Terrorism
- Contemporary International Crises
- China’s Success in the Middle East
- China’s Anti-terror Strategy and China’s Role in the War on Terror
- Islam and Confucianism: the Development of Chinese Islam
- Ethnic and Religious Conflicts in Pacific Rim Area
- China and Post-Soviet Central Asia

## Auszeichnungen

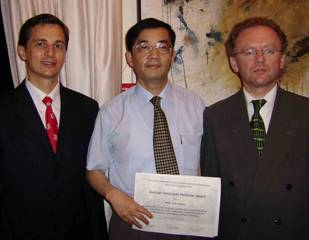
V. l. n. r.: Michael Prochazka, Pan Guang, Andreas Maislinger (2006)

- 1993: James Friend Annual Memorial Award for Sino-Jewish Studies
- 1996: Special Award for Research on Canadian Jews from China
- 2004: Saint Petersburg-300 Medal for Contribution to China-Russia Relations
- 2006: Austrian Holocaust Memorial Award